# Lettrismus
Lettrismus je umělecký směr, který vznikl ve Francii v roce 1942 jako nový básnický směr bořící, podobně jako dadaismus, dosud zažitá pravidla. Ve 2. polovině 20. století se uplatnil zejména v literatuře a malířství. Jako základní výrazový prvek používá písmo. Pro lettristy se písmo stalo prostředkem výtvarného sdělení. Lettrismem byla ovlivněna umělecká hnutí, jako např. fluxus či konceptualismus.

## Historie
Jedním z průkopníků lettrismu byl Isidore Isou (vlastním jménem Jean-Isidore Goldstein), rumunský básník žijící v Paříži, který se snažil novými formami obnovit vztah mezi poezií a malbou. Hnutí oficiálně založil v roce 1945. Hnutí mělo blízko k dadaismu a surrealismu, sám Isou zpočátku tvrdil, že chce vyvolat „druhou vlnu dadaismu“. V roce 1945 však odsoudil dadaismus i surrealismus a žádal revoluci v umění. Vznikla Lettristická internacionála, jejímž cílem bylo dokonce „zničit umění“. Do jejího čela se postavil Guy Debord. Když v roce 1953 Isou své radikální názory zmírnil, způsobilo to v hnutí rozkol. Radikálové se odtrhli a založili ultra-lettrismus (a Druhou lettristickou internacionálu) a situacionismus (a Situacionistickou internacionálu, kterou Isou označil za „neonacistickou organizaci“).

## Lettrismus ve výtvarném umění
Písmo pro lettristy funguje jako přechod k zviditelněnému slovu, pak k větě a nakonec k počátku vizualizovaného objevu nové písmové malby. Otevírají dosud neznámou absolutní svobodu vizuálního sdělování ve výtvarném umění, čímž vystihli podstatu a šíři lettristické malířské a sochařské tvorby. Záběr lettristických aktivit a výzkumů zasahoval jak do výtvarnictví, tak do literatury, filmu, fotografie. Inspirovali také různé dramaturgické akce, jež měly zrušit bariéru mezi hledištěm a jevištěm.
Lettristická díla můžeme chápat jako most mezi dadaistickou a experimentální poezií; z dadaismu lettristé převzali postupnou vizualizaci a fonetizaci jazyka, ale překročili její hranice ve smyslu významovosti. Lettristé zdůrazňovali, že slova ve své tištěné formě ztrácí původní navyklé významy a báseň se tak stane rébusem, který se bude nanovo luštit. Samohlásky v textu ztratí své sémantické hodnoty a uchovají si jen fyzický význam. Poezie tak bude osvobozena od jakýchkoli sémantických významů, které lettristé vnímali jako přílišné omezení pro slova, slabiky, písmena, pro jazyk sám. Bez sémantiky se umělci mohli soustředit jen na formální a estetickou kvalitu textu.
Lettristé dále tvrdili, že umělec se nesmí dát svázat možnostmi jediného jazyka a má využívat všechny dostupné formy komunikace. Takový přístup k jazyku měl vést ke vzniku nového typu písma anebo superpísma, které by v sobě zahrnovalo všechny prostředky ideologického, vizuálního, slovníkového či fonetického významu a došlo by ke splynutí vizuálních podob komunikace (malba, fotografie…) s textovou formou. Umění a jazyk chtěli lettristé pochopit v primární podobě, čímž docházelo k automatizaci jazyka, ke zjednodušování na nejzákladnější znaky, které se postupně transformovaly do znaků vizuálních. 

## Představitelé lettrismu
Od roku 1946 působila v Paříži skupina lettristických umělců, mezi nimi zejm. Isidore Isou, Maurice Lamaitre, François Dufrêne, Roberto Altmann, Roland Sabatier aj. Dle jejich koncepce se jim písmo, písmeno nabízelo jako nový objekt výtvarného umění, jako nezávislá formální jednotka. 
Lettrismus dále rozvíjel Henri Michaux či Antoni Tàpies.
Českými představiteli jsou např. Jiří Kolář, Karel Janoušek, Eduard Ovčáček, Karel Trinkewitz, Jiří Valoch, Josef Hiršal, Ladislav Novák či Miloš Urbásek. Ve stylu lettrismu tvořil v letech 1962–1964 (po svém období kaňkaží) také Vladislav Mirvald. 